# Nonant-le-Pin
Nonant-le-Pin é uma comuna francesa na região administrativa da Normandia, no departamento Orne. Estende-se por uma área de 18,61 km². Em 2010 a comuna tinha 501 habitantes (densidade: 26,9 hab./km²).